# کابوو
کابوو (به اسپانیایی: Cabó) یک منطقهٔ مسکونی در اسپانیا است که در آلت یورگل واقع شده‌است. کابوو ۸۰٫۳ کیلومتر مربع مساحت دارد.